# سوزانه لوتار
سوزانه لوتار (به آلمانی: Susanne Lothar) (زادهٔ ۱۵ نوامبر ۱۹۶۰ در هامبورگ – درگذشتهٔ ۲۵ ژوئیه ۲۰۱۲ در برلین) از شناخته‌شده‌ترین هنرپیشگان سینما و تلویزیون آلمان بود.

## زندگی
سوزانه لوتار متولد هامبورگ بود و به نوشتهٔ نشریهٔ هالیوود ریپورتر از برجسته‌ترین بازیگران آلمانی هم‌نسل خود بود.
اولریش موهه، شوهر او که در سال ۲۰۰۷ درگذشت، در فیلم زندگی دیگران بازی منحصربه‌فردی ارائه داده بود.
سرانجام، سوزان لوتار در ۲۵ ژوئیه ۲۰۱۲ در ۵۱ سالگی درگذشت. وکیل خانوادگی لوتر بدون اشاره به علت مرگ او، گفت که او روز چهارشنبه ۲۵ ژوئیه درگذشت. کریستین شتز، وکیل خانوادگی خانم لوتار در بیانیه‌ای مطبوعاتی گفت که خانوادهٔ او «به دلایل قابل درک»، از جزئیات مرگ این بازیگر چیزی ارائه نخواهند داد.
از خانم لوتار و شوهرش، موهه، دو فرزند به جا مانده‌است.

## فعالیت هنری
سوزانه لوتار از شناخته‌شده‌ترین هنرپیشگان آلمانی بود. او با بازی در فیلم‌های میشائیل هانکه از جمله «بازی‌های مضحک»، «معلم پیانو» و «روبان سفید» (برنده نخل طلای کن ۲۰۰۹) شهرتی جهانی یافته بود. او همچنین در فیلم کتاب‌خوان (به انگلیسی: The Reader) محصول ۲۰۰۸ که برندهٔ جایزهٔ اسکار شد، بازی کرده بود.
سوزانه لوتار همچنین سال‌ها در هامبورگ روی صحنهٔ تئاتر بازی می‌کرد.

## جوایز
لوتار در جشنوارهٔ سینمایی آلمان که معادل جوایز اسکار در این کشور به‌شمار می‌رود، چهار بار نامزد جایزهٔ بهترین بازیگر زن شد و در سال ۱۹۸۳ برای بازی در فیلم Eisenhans ساخته تنکرد دورست به این جایزه دست یافت.

## فیلم‌شناخت
- کوهستان (۱۹۹۱)
- تروریست مردم‌سالار (۱۹۹۲)
- بازی‌های مضحک (۱۹۹۷)
- قلعه (به آلمانی: Das Schloß) (۱۹۹۷)[۲]
- معلم پیانو (۲۰۰۲)
- برفستان (۲۰۰۵)
- زیر یخ (۲۰۰۶)
- مدوناها (۲۰۰۷)
- کتاب‌خوان (۲۰۰۸)
- گوشت سبزیجات من است (به آلمانی: Fleisch ist mein Gemüse) (۲۰۰۸)
- روبان سفید (۲۰۰۹)
- اگر ما نه، پس کی؟ (۲۰۱۱)

## پی‌نوشت
1. 1 2 3 4 5 6 7 8 9 10 11  «سوزان لوتار، بازیگر «روبان سفید»...»،  بی‌بی‌سی.
2. ↑  “Susanne Lothar Filmography”,  Fandango.